# لیپوواتس (گورنگی میلانوواتس)
لیپوواتس (به صربی: Lipovac) یک منطقهٔ مسکونی در صربستان است که در گورنیی میلانوواس واقع شده‌است. لیپوواتس ۳۰۴ نفر جمعیت دارد.